# Vittorio Visalli
Œuvres principales
- I Calabresi nel Risorgimento italiano
- Aspromonte
- Lotta e martirio del popolo calabrese

Vittorio Visalli (15 octobre 1859, Sant'Eufemia d'Aspromonte - 27 juin 1931, Reggio de Calabre) est un écrivain et historien italien du Risorgimento. Auteur de plusieurs ouvrages phares sur le Risorgimento en Calabre (I Calabresi nel Risorgimento italiano ainsi que Lotta e martirio del popolo calabrese), il fut également directeur des Écoles normales de Catanzaro et Tivoli et de l'Institut magistrale Maffeo Vegio de Lodi.

## Biographie

### Jeunesse
Vittorio Visalli nait dans le village de Sant'Eufemia d'Aspromonte, sur les flancs de l'Aspromonte en Calabre, en 1859. Il est le premier fils d'Ottaviano Visalli et de Maddalena Imparato. Son père est un homme de lettres et historien de la littérature latine ayant traduit les Tristes d'Ovide qui fut condamné à une peine de dix ans pour avoir participé à la révolte du Printemps des Peuples en 1848 avec de nombreux autres membres de sa famille. Exilé sur l'île de Ventotene, il est assigné à résidence chez un riche propriétaire terrien, Aniello Imparato, dont il épouse la fille peu de temps avant de revenir à Sant'Eufemia. Les autres membres de la famille Visalli ayant participé à la révolte de 1848 sont le grand-père de Vittorio, Vitaliano Visalli (percepteur communal des impôts à Sant'Eufemia d'Aspromonte) qui décède en cavale car poursuivi par la police du roi Ferdinand II pour s'être opposé au régime, et deux de ses oncles : Paolino, exerçant la profession de peintre, qui est condamné à une peine de 19 ans mais meurt en prison au bout d'un mois et Vincenzo qui étant encore mineur obtient une réduction de la peine à sept ans de prison.
Vittorio est élevé dans un milieu très cultivé et compte parmi ses oncles paternels trois peintres (Paolino, Rocco et Vincenzo Visalli) et deux scientifiques (Luigi ainsi que le botaniste, chimiste, pharmacien et écrivain Francesco Visalli),.
Dans sa jeunesse, Vittorio étudie auprès de plusieurs précepteurs tels que le sacerdote Vincenzo Pietropaolo, monseigneur Rocco Cutrì et Francescantonio Cutrì puis à l’École normale de Reggio de Calabre, plus grande ville de la région, où il obtient le diplôme de patente magistrale en 1876 et trois ans plus tard, en 1879, l'habilitation magistrale lui permettant d'exercer la profession d'avocat en 1876.

### Avocat puis historien
Une fois obtenu l'habilitation magistrale et devenu avocat à l'âge de 20 ans, Vittorio Visalli conclut sa première affaire à Armo (frazione de la commune de Gallina, actuellement un quartier de Reggio de Calabre). Après avoir effectué son service militaire, il part pour Naples où il commence à rassembler des documents sur le Risorgimento en Calabre ce qui aboutira à la publication en 1893 de l'ouvrage nommé I Calabresi nel Risorgimento italiano. Storia documentata delle rivoluzioni calabresi dal 1799 al 1862. Parallèlement, il obtient une licence auprès de l'Université de Naples - Frédéric-II lui permettant d'enseigner l'histoire et la géographie.
Il enseigne à Palmi, à Naples, à l'Institut Lanza de Reggio de Calabre et dans la ville sarde de Nuoro. De 1892 à 1908, il est sous-directeur de l’École normale de Messine. Il fonde dans cette ville la Société calabraise d'histoire patriote ainsi que l'association Pro Calabria. À cette même période, il a pour disciple l'homme politique et journaliste démocrate-chrétien Vito Giuseppe Galati (it) (1893-1968) qui rédigera personnellement la nécrologie de Vittorio.
En 1907, il écrit Aspromonte traitant de la bataille de l'Aspromonte durant laquelle Giuseppe Garibaldi, considéré comme le « Père de l'Italie moderne », fut blessé et fait prisonnier justement sur le territoire de la commune de Sant'Eufemia d'Aspromonte. Les recettes de ventes de ce livre servent à construire un sanatorium pour soigner la tuberculose dans la pinède où eut lieu la bataille.
Conférencier et orateur public, Vittorio se déplace beaucoup à travers le Mezzogiorno ce qui lui permet de recueillir des témoignages notamment à la suite du séisme de 1908 qui fit entre 75 000 et 200 000 morts à travers tout le sud de l'Italie. Il en résultera de nombreux livres publiés aussi bien à Messine qu'à Gallico, Palmi et Catanzaro.

### Départ de Messine et Grande Guerre
Sa femme, Giuseppina Augimeri, ainsi que sa fille Maddalena décèdent toutes deux lors du séisme et Vittorio quitte donc définitivement la ville de Messine. Il obtient par conséquent un poste à l'École normale de Catanzaro dont il devient directeur. Il part ensuite en 1914 à Tivoli où il épouse Maria Mottareale et devient directeur de l'École normale de la ville.
Quand la Première Guerre mondiale éclate en Italie en 1915, il s'engage dans la propagande et le soutien aux militaires sur le front. Il devient également un des promoteurs de la récolte d'argent pour la patrie, servant à financer la guerre. Le 11 novembre 1918, jour de l'Armistice, il tient une conférence en honneur à la victoire dans le grand hall du pensionnat national de Tivoli. En 1919, il publie un ouvrage sur ses élèves morts ou blessés à la guerre. En 1923, il est nommé directeur de l'Institut magistrale «Maffeo Vegio» de Lodi, en Lombardie. Il garde ce poste jusqu'en 1926 quand il se retire de la vie publique.

### Fin de vie et décès
Après avoir laissé son poste de directeur en Lombardie pour la retraite, il se retire à Reggio de Calabre. Il en profite pour écrire plusieurs nouveaux ouvrages sur le Risorgimento dont Lotta e martirio del popolo calabrese (1847-1848) qui est publié en deux ouvrages, un en 1828 et l'autre à titre posthume.
Vittorio Visalli meurt à Reggio de Calabre le 27 juin 1931. Deux jours après, le 29 juin, il est inhumé dans le cimetière de Gioia Tauro, ville dans laquelle habitait son frère Luigi (25 mai 1863, Bagnara Calabra - 9 juillet 1937, Gioia Tauro), historien et conseiller municipal de la ville,.
a bibliothèque qui contenait près de 1500 volumes fut donnée par sa femme à la bibliothèque municipale de Reggio de Calabre tandis qu'une partie de ses cartes sont aujourd'hui conservées à l'Archive d’État de Reggio de Calabre sous le nom de Fondo Visalli 1815-1893. Une rue ainsi que l'école élémentaire de Sant'Eufemia d'Aspromonte portent aujourd'hui son nom.

## Œuvres
- I Calabresi nel Risorgimento italiano. Storia documentata delle rivoluzioni calabresi dal 1799 al 1862, 1893.
- Conferenze e discorsi (1911): Il Papato e l’Italia, Messine, 1901.
- Per l’apertura del convitto “Massimo D’Azeglio”, Gallico, 1902.
- Nel centenario della nascita di Giuseppe Mazzini, Messine, 1905.
- Garibaldi, Palmi, 1907.
- Aspromonte, Tipi F. Nicastro, Messine, 1907 (republié en 1995 par l'éditeur Barbaro d'Oppido Mamertina)[4].
- La società calabrese nel Risorgimento, Catanzaro, 1908.
- Per la festa universale della Pace, publié à Messine en 1908 puis à Catanzaro en 1910.
- Lotta e martirio del popolo calabrese (1847-1848), deux volumes, Reggio de Calabre, 1928.